# Lecz póki co żyjemy
Lecz póki co żyjemy – czwarta płyta analogowa polskiej grupy Pod Budą (pierwsza wydana również na płycie kompaktowej). Album ten, podobnie jak wcześniejsze płyty zespołu, złożony jest z nagrań radiowych z lat 1987–1990 dokonanych w studio S-4 w Warszawie. Zawiera 11 utworów, do których muzykę skomponowali Andrzej Sikorowski, Jan Hnatowicz oraz Anna Treter. Autorem wszystkich tekstów jest Andrzej Sikorowski. Winylowy LP wydany został w 1990 przez wytwórnię Veriton (SXV 1005). Autorem projektu graficznego okładki jest Jerzy W. Bielecki.
Reedycję na CD, w nowej szacie graficznej, wydała Kompania Muzyczna Pomaton w 1993. Materiał udostępniony na CD zawiera pięć dodatkowych piosenek nagrywanych w latach 1989–1990, w tym „Rozmowę z Jędrkiem”, w której zaśpiewał Andrzej Zaucha.
Reedycja uzyskała certyfikat złotej płyty.

## Muzycy
- Anna Treter – śpiew, instrumenty klawiszowe
- Andrzej Sikorowski – śpiew, gitara akustyczna
- Grzegorz Schneider – perkusja
- Marek Tomczyk – gitara elektryczna
- Andrzej Żurek – gitara basowa, chórki
- Jan Budziaszek – perkusja (6 i 15)

gościnnie:
- Andrzej Zaucha – śpiew („Rozmowa z Jędrkiem”)

## Lista utworów na LP
Strona A
| 1. | „Lecz póki co żyjemy”        | 3:40  |
|    |                              |       |
| 2. | „Zwykłe babskie gadanie”     | 4:40  |
|    |                              |       |
| 3. | „Ballada o dwóch sukienkach” | 4:10  |
|    |                              |       |
| 4. | „Nie pytajcie jak było”      | 4:45  |
|    |                              |       |
| 5. | „Daleko – dwa kroki stąd”    | 3:55  |
|    |                              |       |
|    |                              | 21:10 |
|    |                              |       |
Strona B
| 1. | „Nasze razem przez telefon”            | 4:50  |
|    |                                        |       |
| 2. | „Dla chłopaków z budowy”               | 3:25  |
|    |                                        |       |
| 3. | „Bez kolejki”                          | 2:55  |
|    |                                        |       |
| 4. | „Naftalinowy świat”                    | 4:15  |
|    |                                        |       |
| 5. | „Toast nasz współczesny”               | 2:15  |
|    |                                        |       |
| 6. | „Dla mojej publiczności na pożegnanie” | 2:35  |
|    |                                        |       |
|    |                                        | 20:15 |
|    |                                        |       |

## Lista utworów na CD
| 1.  | „Lecz póki co żyjemy” (muz. A. Sikorowski)                  | 3:38    |
|     |                                                             |         |
| 2.  | „Zwykłe babskie gadanie” (muz. J. Hnatowicz, A. Sikorowski) | 4:32    |
|     |                                                             |         |
| 3.  | „Nie pytajcie jak było” (muz. A. Sikorowski)                | 4:47    |
|     |                                                             |         |
| 4.  | „Mglista piosenka o moim Krakowie” (muz. A. Sikorowski)     | 3:32    |
|     |                                                             |         |
| 5.  | „Daleko – dwa kroki stąd” (muz. A. Treter)                  | 3:59    |
|     |                                                             |         |
| 6.  | „Naftalinowy świat” (muz. J. Hnatowicz)                     | 4:15    |
|     |                                                             |         |
| 7.  | „Rozmowa z Jędrkiem” (muz. A. Sikorowski)                   | 4:03    |
|     |                                                             |         |
| 8.  | „To tylko katar” (muz. A. Treter)                           | 4:55    |
|     |                                                             |         |
| 9.  | „Nasze razem przez telefon” (muz. J. Hnatowicz)             | 4:47    |
|     |                                                             |         |
| 10. | „Panowie do stołu” (muz. A. Sikorowski)                     | 3:25    |
|     |                                                             |         |
| 11. | „Ballada o dwóch sukienkach” (muz. A. Treter)               | 4:10    |
|     |                                                             |         |
| 12. | „Bez kolejki” (muz. A. Sikorowski)                          | 2:54    |
|     |                                                             |         |
| 13. | „Dla chłopaków z budowy” (muz. J. Hnatowicz)                | 3:24    |
|     |                                                             |         |
| 14. | „Senna” (muz. A. Treter)                                    | 3:44    |
|     |                                                             |         |
| 15. | „Toast nasz współczesny” (muz. A. Sikorowski)               | 2:13    |
|     |                                                             |         |
| 16. | „Dla mojej publiczności na pożegnanie” (muz. A. Sikorowski) | 2:36    |
|     |                                                             |         |
|     |                                                             | 1:00:54 |
|     |                                                             |         |